# بنات آلهة
هي سلسلة من كتب الأطفال كتبها جوان هولوب وسوزان ويليامز نشره سايمون وشوستر تحت بصمة علاء الدين. تستند الكتب إلى الأساطير اليونانية وتصور الجيل الأصغر من البانتيون الأولمبي على أنهم طلاب متميزون يحضرون أكاديمية جبل أوليمبوس (إم أو أي) لتطوير مهاراتهم الإلهية.

## الشخصيات
آلهة بنات
- أثينا هي في بدية المسلسل فتاة ذكية ويبدو أنها مميتة ولم تتناسب تمامًا مع مدرستها الإعدادية. نشأت على الأرض، وتعيش حياة سعيدة ورائعة مع والديها وأختها بالاس، وهي أيضًا أفضل صديق لها. في النهاية تكتشف أن والدها هو زيوس، ملك الآلهة وحاكم السماوات. ثم تنتقل بعد ذلك إلى أكاديمية جبل أوليمبوس، حيث تصبح واحدة من أفضل طلابها. في أفروديت، تجد المغنية أفروديت أن زوجة زيوس الجديدة، هيرا، أصبحت زوجة أبي أثينا الجديدة. أثينا لديها شعر بني مموج وعينان رمادية، وعادة ما ترتدي خيتون أزرق. غالبًا لا تقلق بشأن مظهرها ويمكن أن تكون جاهلة تمامًا بالرومانسية، لكنها جميلة بشكل خاص. سرعان ما تكوّن أثينا صداقات مع الفتيات الأكثر شهرة في المدرسة-بيرسيفوني وأفروديت وأرتميس. هي الأصغر بين بنات آلهة ولكنها أذكى فتاة في الأكاديمية ودائمًا ما تحصل على المركز الأول «أ». يمكنها تغيير شكلها وتحب البوم، حيوانها المفضل. تصبح أثينا إلهة فتاة الحكمة بسبب ذكائها وحسن حكمها. في أثينا الحكيمة، يتطور إعجاب بهيراكليس، بشري قوي ينتقل إلى الأكاديمية.
- بيرسيفوني ابنة ديميتر، إلهة الخصوبة والزهور والربيع، تحب الزهور ويمكن أن تجعلها تنمو بلمسة واحدة من إصبعها. بيرسيفوني هي فتاة إلهة جميلة جدًا وطيبة القلب، فضلاً عن كونها مراعية للغاية ومتفهمة. لديها جلد شاحب وشعر أحمر مجعد، وغالبًا ما ترتدي كيتون أصفر. تشجعها والدتها على «التعايش مع الآخرين»، ولكن عندما تلتقي بصبي يدعى هاديس وتقع في حبه، تبدأ في العيش وفقًا لآرائها الخاصة، بدلاً من مجرد اتباع الآخرين. يساعد بيرسيفوني في ترتيب الأمور وهو هادئ للغاية. تصبح في النهاية من محبي الكلاب بسبب سيربيروس، وهو كلب بثلاثة رؤوس في العالم السفلي يملكه صديقها هاديس. كانت أول قبلة لهاديس في بيرسيفوني. في ألعاب البنات، تدرك أنها تحب القطط أيضًا، عندما وجدت أفروديت قطة ضالة في مركز التسوق المحلي للفتيات، «سوق الخالد».
- أفروديت إلهة الحب والجمال ومن أشهر الفتيات في المدرسة، مهووسة بمظهرها. شعرها أشقر طويل مجعد وعيناها زرقاوان وشخصيتها نحيلة ورشيقة وعادة ما تضع المكياج. ترتدي العديد من ألوان الكيتون المختلفة، لكنها غالبًا ما ترتدي ألوانًا زهرية. تحب التوفيق بين البشر ومساعدة البشر في الحب. ليس من الغريب أن يجذب جمالها الكثير من الاهتمام، خاصة من الفتيان الآلهة. لديها علاقة متقطعة مع آ ريس، وتتجادل معه من حين لآخر، على الرغم من أنهما دائمًا ما يتصالحان. أفروديت ليس لها أبوين إذ نبتت من رغوة البحر.
- ارتميس تحب الحيوانات والرياضة. وهي أفضل الرماة في أكاديمية جبل أوليمبوس مع شقيقتها التوأم أبولو. إنها أفضل أصدقاء مع أفروديت وبيرسيفوني وأثينا. أرتميس لا تهتم بالأزياء وهي فتاة إلهة القمر والصيد. ترتدي كيتونًا قصيرًا أحمر، وذات بشرة داكنة، وتحمل دائمًا قوسها وسهامها الفضية. لديها ثلاثة كلاب، أمبي، ونكتار، والسويس، وأربعة غزلان بيضاء اللون يسحبون عربتها. في ارتميس الشجاعة، يكون أوريون أول إعجاب لأرتميس، لكنها تدرك لاحقًا أنه لا يهتم إلا بنفسه. في العاب البنات، يقبلها أكتايون يقبلها على خدها. لدى أرتميس أيضًا علاقة نفسية مع أبولو كما موضح في ملخص أرتميس.

### الشخصيات المتكررة
آلهة الأولاد
- أبولو هو إله الحق والنبوءات. إنه شقيق أرتميس التوأم، ومثلها، رياضي وماهر في الرماية. وهو جزء من فرقة تدعى السماء من فوق. يظهر في أرتميس الشجاع وأرتميس المخلص، حيث يتجادل مع أرتميس. في كساندرا الحظ، يسحق أبولو كساندرا بعد أن يشتمها.